# Назаров, Хабибулло
Хабибулло Назаров (тадж. Ҳабибулло Назаров; 15 августа 1907, Бухарский эмират — 25 января 1978, Душанбе) — таджикский советский писатель

, поэт и сценарист, государственный и общественный деятель. Министр юстиции Таджикской ССР (1952—1959), председатель Верховного суда Таджикской ССР (1959—1962).

## Биография
В кишлаке Туда Гиссарского района. Сын крестьянина-бедняка. В детстве, батрачил, был пастухом. После революции избирался председателем комбеда, работал секретарём и заместителем председателя сельсовета, секретарём комсомольской организации и председателем сельскохозяйственного коллектива.
Посещал курсы по борьбе с неграмотностью и вечернюю школу. С 1938 по 1941 год учился во Всесоюзном юридическом заочном институте, в 1950 году окончил Московский юридический институт.
В органах юстиции и судов начал работать с 1933 года. С 1935 года — в органах юстиции, был народным судьей, районным прокурором, членом Военного трибунала Таджикской кавалерийской дивизии.
С 1941 по 1945 год был членом Верховного суда Таджикской ССР. С 1945 по 1952 года — заместитель министра юстиции Таджикской ССР. С 1952 по 1959 год занимал пост министра юстиции Таджикской ССР. С 1959 по 1962 год — Председатель Верховного Суда Таджикской ССР.
Избрался депутатом Верховного Совета Таджикской ССР.
Скончался 25 января 1978 года, похоронен на Центральном кладбище Душанбе.

## Творчество
Член Союза писателей Таджикистана (1958).
Автор сборников стихов «За мир» (1956), «Свободное перо» (на русском языке, 1960), «Вечное счастье» (1962 и др.
В 1958 году журнал «Sharqi Surkh» опубликовал его рассказ «В поисках Карим-Девона», который впоследствии был переведен и издан на русском, немецком и узбекском языках, что принесло автору известность.
В 1965 году были опубликованы его рассказы «Юлдаш-Командир» о Юлдаше Сахибназарове и «Ало и Таргел». Романы Х. Назарова «Мирзо Ризо» и «Пост 144» свидетельствуют о его высоком творческом потенциале. В 1971 году (в соавторстве с Икроми) написал комический роман «Приключения Сафармахсума».
Автор исторических книг и произведений для детей.
Лучшие работы Х. Назарова были собраны и опубликованы в двухтомнике «Избранные сочинения» (1978—1980).
Он является автором сценария фильмов «Хабиб — повелитель змей» (в соавторстве с В. Максименковым), снятым в 1973 г. по его повести «Рыжик и Пятнашка» и «Осада» (в соавторстве с Д. Булгаковым, 1975), выпущенных студией «Таджикфильм».

## Избранные произведения
- «Приключения Сафара-Махсума» (в соавт. с Джалол Икрами, «Советский писатель» , 1974)
- «Сафар-Махсум в Бухаре»
- «Избранные сочинения» (1978—1980).

## Награды
- орден Трудового Красного Знамени,
- орден «Знак Почёта» (дважды),
- орден Дружбы народов,
- медали СССР
- Почётные грамоты Президиума Верховного Совета Таджикской ССР.